# 聖徒の交わり
聖徒の交わり（せいとのまじわり、ラテン語: Communio sanctorum）は、キリスト教の西方教会の信条（信仰告白）の一つである使徒信条で告白される概念で、すべてのキリスト信者の霊的な一致と交わりを意味する。ラテン語の"sanctorum"（聖徒）について、聖人崇敬の有無もあって教派により解釈が多少異なる。
カトリック教会や正教会、東方諸教会では、天国の聖人による代祷を祈る。ただしその聖人による祈りについての見解には、正教会とカトリック教会との間に差がある。

## 聖書による根拠
「聖徒の交わり」の根拠となる聖書の箇所は、使徒パウロによる『コリントの信徒への手紙一』（第一コリント）12章-13章や『エフェソの信徒への手紙』4章4節（「からだは一つ、霊は一つです。」）などが挙げられる。

## 教派による解釈

### カトリック
カトリック教会では、「聖なるもの(sancta) の分かち合い」「聖なる人々(sancti) の交わり」という、相互に固く結ばれた二つの意味合いを持っているとしている。「聖なるもの」とは、信仰と秘跡（サクラメント）、特に聖体と感謝の祭儀（ミサ）などの霊的な賜物を指す。交わりの根源には愛があり、愛は自分の利益を求めず、愛によって行われる行為はすべての人の益となると教えている。
「聖なる人々の交わり」とは、キリストに結ばれた人々の交わりを意味する。これは地上（この世）に生きる者だけでなく、聖人を含む死者との交わりをも意味する。カトリック教会では、旧約聖書第二正典の『第二マカバイ記』12章45節を参照して「死者が罪から解かれるよう彼らのために」祈願を捧げてきた。また、「死者のためのわたしたちの祈りは、死者を助けるためでなく、死者がわたしたちのために執り成すのを有効にすることができる。」と解釈している。これは「地上を旅する者」、「自分の清めを受けている死者（煉獄にいる者）」、「天国の至福にあずかっている者」の三者が、皆ともに一つの教会を構成していると表現される。かつて日本のカトリック教会では、この"sanctorum" を聖人と解釈して、聖徒の交わりのことを「諸聖人の通功」と訳し、使徒信条の文語体である使徒信経でもこの言葉が用いられていたが、現在は『カトリック教会のカテキズム』などの要理書等も含めてすべて「聖徒の交わり」に改められている。

### プロテスタント
ハイデルベルク信仰問答は、『ローマ』8章32節、『第一コリント』6章17節、『第一ヨハネ』1章3節から、主キリストの交わりにある者が、主の賜物を受け取ると回答する。
この交わりにある者は、『ヘブライ人への手紙（ヘブル）』12章1節の聖句が「雲のように私たちを取り巻いている」と教える「多くの証人」を含む。『ヘブル』12章22-23は、地上のキリスト者が「シオンの山、生ける神の都、天にあるエルサレム、無数の御使いたちの大祝会に近づいている」、「天に登録されている長子たちの教会」、「全うされた義人たちの霊」（新改訳聖書）であると教える。